# Вануату на летних Олимпийских играх 2004
Вануату принимала участие в Летних Олимпийских играх 2004 года в Афинах в пятый раз за свою историю, которые проходили с 13 по 29 августа 2004 года. Сборную страны представляли один мужчина и одна женщина, принимавшие участие в соревнованиях по лёгкой атлетике.
Два легкоатлета, Мозес Камут и Катура Мараэ, были отобраны для представления страны по уайлд-кард, так как у страны не было спортсменов, соответствующих квалификационным стандартам «А» или «В». Камут был выбран знаменосцем на церемонии открытия. Мараэ была примечательна тем, что стала самым молодым участником летних Олимпийских игр в лёгкой атлетике, а также самым молодым спортсменом, когда-либо представлявшим Вануату на Олимпиаде, в возрасте 14 лет и 261 дня. Последний рекорд сохраняется и по сей день.
Ни один из этих двух спортсменов не прошёл дальше забегов, оба заняли последние места в своих забегах, что означает, что Вануату не завоевала медалей на этой летней Олимпиаде. Несмотря на это, Камут и Мараэ показали лучшие сезонные результаты в своих дисциплинах — беге на 400 и 100 метров соответственно.

## Предыстория
С момента своего дебюта на летних Олимпийских играх 1988 года в Сеуле (Южная Корея) до летних Олимпийских игр 2004 года в Афинах Вануату участвовала в пяти летних Олимпийских играх. Вануату приняла участие в летних Олимпийских играх с 13 по 29 августа 2004 года. До Игр 2004 года в Афинах ни один спортсмен Вануату не завоёвывал медаль на летних Олимпийских играх.
Национальный олимпийский комитет Вануату отобрал двух спортсменов по уайлд-кард. Обычно НОК может отобрать до трёх спортсменов для каждого вида соревнований при условии, что каждый спортсмен пройдёт стандартное время «А» для данного вида. Если ни один спортсмен не выполнил норматив «А», то НОК может выбрать одного спортсмена, при условии, что он выполнит норматив «В» для данного вида. Однако, поскольку в Вануату не было спортсменов, которые соответствовали бы какому-либо стандарту, им было разрешено выбрать двух лучших спортсменов, по одному от каждого пола, для представления страны на Играх. Это было сделано для того, чтобы каждая страна имела как минимум двух представителей на летних Олимпийских играх. Двумя спортсменами, которые были отобраны для участия в Играх в Афинах, стали Мозес Камут в беге на 400 метров среди мужчин и Катура Мараэ в беге на 100 метров среди женщин.
Вместе с этими двумя спортсменами в олимпийскую команду Вануату входили глава представительства Мишель Маинги, президент VASANOC Джо Бомаль Карло и генеральный секретарь VASANOC Серу Корикало. Ансель Налау, который представлял Вануату на летних Олимпийских играх 1992 года в беге на 1500 метров среди мужчин, тренировал Камута и Мараэ для Игр в Афинах. Камут был выбран знаменосцем на церемонии открытия.

## Лёгкая атлетика
Мозес Камут квалифицировался на Игры в Афинах по уайлд-кард, так как его лучшее время чемпионате Океании по лёгкой атлетике 2004 года — 48,36 секунды — было на 2,41 секунды медленнее, чем требовалось по квалификационному стандарту «В». Он участвовал в соревнованиях 20 августа в седьмом забеге против семи других спортсменов. Он пробежал дистанцию за 48,14 секунды и занял последнее место, несмотря на лучшее время в сезоне. Пакистанец Саджид Мухаммад опередил его (47,45 секунды) в забеге, который возглавил Майкл Блэквуд из Ямайки (45,23 секунды). В целом, Камут занял 52 место из 63 спортсменов и отстал на 2,26 секунды от самого медленного спортсмена, вышедшего в полуфинал. Таким образом, на этом его соревнования закончились. Участвуя в своих первых летних Олимпийских играх, Катура Мараэ стала самой молодой спортсменкой на Играх 2004 года в Афинах и самой молодой спортсменкой, когда-либо представлявшей страну в возрасте 14 лет и 261 дня, что является рекордом, который сохраняется до сих пор. Она квалифицировалась на Афинские игры после получения уайлд-кард, не участвуя ни в одном заметном спортивном мероприятии. 20 августа она участвовала в забеге на 100 метров среди женщин в первом забеге. Она показала время 13,49 секунды, достигнув рекорда сезона, но заняла последнее место из 8 спортсменов, участвовавших в забеге. Камбоджийка Тит Линда Соу опередила её (13,47 секунды) в забеге, который возглавила ямайская спортсменка Элин Бэйли (11,20 секунды). В целом, Мараэ отстала на 2,06 секунды от самой медленной спортсменки, которая прошла дальше, и поэтому не вышла в четвертьфинал.
Спортсменов — 2
Мужчины
| Спортсмен   | Вид   | Забег     | Забег | Четвертьфинал | Четвертьфинал | Полуфинал | Полуфинал | Финал     | Финал     |
| Спортсмен   | Вид   | Результат | Место | Результат     | Место         | Результат | Место     | Результат | Место     |
| ----------- | ----- | --------- | ----- | ------------- | ------------- | --------- | --------- | --------- | --------- |
| Мозес Камут | 400 м | 48,14     | 8     | Не прошёл     | Не прошёл     | Не прошёл | Не прошёл | Не прошёл | Не прошёл |

Женщины
| Спортсмен    | Вид   | Забег     | Забег | Четвертьфинал | Четвертьфинал | Полуфинал | Полуфинал | Финал     | Финал     |
| Спортсмен    | Вид   | Результат | Место | Результат     | Место         | Результат | Место     | Результат | Место     |
| ------------ | ----- | --------- | ----- | ------------- | ------------- | --------- | --------- | --------- | --------- |
| Катура Мараэ | 100 м | 13,49     | 8     | Не прошла     | Не прошла     | Не прошла | Не прошла | Не прошла | Не прошла |